# Загем
Загем или Базари (груз. ბაზარი) — бывший город в Закавказье, входивший в состав восточногрузинского Кахетинского царства. Время его процветания в качестве оживлённого торгового и ремесленного центра пришлось на XV—XVII века. В 1550-х годах он стал зависимым от сефевидской провинции Гянджа-Карабах. Судьба города изменилась в результате военных действий Сефевидов в этом районе в 1615 году. К 1720-м годам город превратился в небольшую деревушку. Загем находился на территории нынешнего Загатальского района Азербайджана, но никаких свидетельств существования города на этом месте не сохранилось. Топоним Загем встречается исключительно в негрузинских источниках; грузины знали его как Базари, что переводится как «базар».

## Этимология и расположение
В грузинских источниках этот город назывался Базари («базар»), а персидские авторы именовали его Загамом, Загхамом или Закам, а европейские — Загемом, Загеном, Загайном, Зегарном или Сеггеном. Негрузинские формы, вероятно, связаны с топонимом цагам (цагъам), означающим «куст ежевики» на лезгинском языке, на котором говорил соседний горный народ. Город располагался в речной равнине Алазани (Qanıx), на левом берегу этой реки, на территории современной Азербайджанской Республики, где сохранилось ещё одноимённое село, находящееся примерно в 25 км к югу от города Загатала, недалеко от границы с Грузией.

## История

### Ранняя история
Город Базари впервые упоминается в грузинских источниках в 1392 году. Благодаря своему расположению на дороге из Греми (Кахетия) в соседнюю страну Ширван и близости к основным региональным торговым путям, а также благодаря относительному миру и стабильности, достигнутым Багратидами, правившими Кахетией, город Базари или Загем стал важным региональным торговым и ремесленным центром. Его населяли грузинская, еврейская, армянская и мусульманская общины. В XVI веке он стал экономической центром Кахетии и местом царской резиденции. Нередко для персидских и турецких источников того времени «правитель Загема» был синонимом царя Кахетии. В 1550-х годах сефевидский военачальник и чиновник Калич-Бег, сын Овейса Бега Пазуки, принял на себя власть над городом и правил им в течение девяти лет.
Известность Загема как экономического центра дополнительно подчёркивается существованием в городе монетного двора. Деятельность местного монетного двора началась при Леване Багратиони (1517-1574), при котором были выпущены анонимные медные монеты с обозначением монетного двора Кахед (т. е. Кахетия). Позднее в Загеме выпускались серебряные монеты от имени сефевидских шахов, на которых монетный двор назывался Абад-и Кахет («Кахетинский город») или Загем. По известным на сегодняшний день данным, серебряные монеты в Загеме выпускались с 963 (1555/1556) до 1056 или 1066 года по мусульманскому календарю (1646/1647 или 1655/1656).

### Превратности судьбы
7 октября 1604 года в окрестностях Загема произошла битва между кахетинским и турецко-кумыкскими войсками. Кахетинский царевич Георгий нанял 40 стрельцов из свиты русских послов Михаила Татищева и Андрея Иванова и повёл свой 5-тысячный отряд, чтобы разгромить турок и обратить в бегство кумыков под предводительством Султан-Мута. 12 марта 1605 года те же русские дипломаты стали свидетелями в Загеме отцеубийства в царской семье, когда царевич Константин, по-видимому, по приказу персидского шаха Аббаса I, убил своего царствующего отца Александра II и своего старшего брата и наследника престола, царевича Георгий, победившего в предыдущем году турок. Их приближённые также были убиты.

### Разграбление Загема
Начиная с марта 1614 года шах Аббас I начал планомерную военную кампанию с целью более надёжного присоединения Кахетии к империи Сефевидов. С этой целью он провёл реорганизацию занятой кахетинской территории, изменив её этническую и демографическую структуру. Кахетинцы восстали в 1615 году, и Аббас I вернулся со своей армией, чтобы расправиться с мятежниками. Его главнокомандующий в Ширване Юсуф-Хан выступил с войском кызылбашей, состоявшим из племён устайлу, байлат и пазуки, с востока, прошёл через Шеки и опустошил Загем. История разрушения города описана историками сефевидской эпохи Искандером Мунши и Фазли Исфахани Хузани. Последний, персидский чиновник, ответственный за подсчёт добычи после разграбления Загема, зафиксировал 700 пленных евреев и грузин, 2000 отрубленных голов и 30 000 туманов, не считая скрытую войсками добычу. Затем Фазли доложил об успехе шаху Аббасу, ставка которого находилась недалеко от Гянджи. Шах Аббас отказался от своего права на пятую часть добычи, взяв только трёх мальчиков и двух девочек. По утверждению русского церковного историка Сергея Белокурова в 1891 году, среди сокровищ Загема, разграбленных персами, был хитон Иисуса, который в марте 1625 года был подарен послами шаха русскому царю Михаилу в Москве.
Уцелевшее население Загема (христиане, мусульмане и евреи) было затем депортировано во внутренние районы Персии и преимущественно расселено в такие местностях Мазендерана, как Фаррохабад, чтобы помочь развитию этого района. Так еврей из Загема Ходжа Лале Зар ибн Якуб играл важную роль в торговле шёлком в империи Сефевидов. Земли же Загема были заняты тюркскими кочевниками, кызылбашами, во главе с Бекташем-Бегом Торкманом, сыном кызылбашского вождя и грузинской принцессы.
Загем так никогда и не смог оправиться от удара, нанесённого ему в 1616 году. Кахетинский царь Теймураз I несколько раз возвращался в него. Город пережил скромное возрождение в 1630-х и начале 1640-х годов, но затем пришёл в упадок и попал под власть сефевидских местных правителей. Согласно хронике Мухаммада Ибрагима ибн Зайна аль-Абидина Насири (ок. 1730), к концу сефевидского периода наместником Загема стал правитель племени Шамс ад-Динлу. С падением империи Сефевидов в 1722 году и последовавшим за этим хаосом на её кавказской периферии Загем потерял все остатки своего прошлого значения как торгового форпоста и исчез.